# Boussoum (Tougan)
Pour les articles homonymes, voir Boussoum.
Boussoum est une localité située dans le département de Tougan de la province du Sourou dans la région de la Boucle du Mouhoun au Burkina Faso.

## Santé et éducation
La commune accueille un centre de santé et de promotion sociale (CSPS).
En 2019, une école primaire publique supplémentaire de trois classes est construite avec l'aide de l'association Nanga Boussoum en Carladès de Polminhac dans le Cantal active auprès du village depuis 2012 pour divers projets socio-éducatif.